# Cordia trachyphylla
Cordia trachyphylla är en strävbladig växtart som beskrevs av Carl Friedrich Philipp von Martius. Cordia trachyphylla ingår i släktet Cordia, och familjen strävbladiga växter. Inga underarter finns listade i Catalogue of Life.